# Niccolò Orsini
Hrabia Niccolò Orsini di Pitigliano (1442 – 1510), włoski kondotier z wielkiego rodu Orsinich, a konkretnie z jej linii zwanej Pitigliano. Szczególnie znany ze swej służby w armii weneckiej podczas wojen włoskich.

## Wczesne lata
Niccolò di Pitigliano urodził się w Pitigliano leżącym w regionie Maremma, jako syn Aldobrandino II, hrabiego Pitigliano i jego żony Bartolomei. Był potomkiem Romano „Romanello” Orsiniego, hrabiego Nola, który nabył własność nad małym toskańskim miasteczkiem Pitigliano w roku 1293 przez poślubienie Anastazji de Montfort, dziedziczki rodu Aldobrandeschi, który był właścicielem miasta. Jego rodzice pochodzili z dwóch różnych gałęzi rodu Orsinich.
Mając słynne nazwisko, dynastyczne koneksje, pokrewieństwo z wieloma panującymi rodzinami we Włoszech oraz własne posiadłości jako bazę, zarówno Niccolò, jak i jego ojciec Aldobrandino robili karierę jako kondotierzy, służąc w różnych okresach w armiach Florencji, Sieny, Państwa Kościelnego i Królestwa Neapolu.
Lista państw, w których armiach służył Niccolò di Pitigliano podana chronologicznie:
- 1458 – Państwo Kościelne
- 1463 – Królestwo Neapolu
- 1473 – Florencja (w randze feldmarszałka)
- 1481 – Królestwo Neapolu
- 1482 – Państwo Kościelne
- 1485 – Florencja (jako naczelny wódz całej armii)
- 1489 – Państwo Kościelne
- 1495 – Wenecja

## W służbie weneckiej
Od roku 1495 aż do ostatnich dni swego życia Niccolò di Pitigliano służył w armii weneckiej na stanowisku „Governatore Generale delle Milizie Veneziane”, czyli naczelnego wodza sił weneckich. Szczytowym punktem w jego karierze okazała się rola, jaką odegrał podczas udziału Wenecji w wojnach włoskich.
W pierwszej dekadzie XVI wieku papież Juliusz II postanowił zredukować wpływy Wenecji w północnych Włoszech. By tego dokonać stworzył tak zwaną „Ligę Cambrai” (od miasta Cambrai, gdzie prowadzono negocjacje). Do ligi, obok samego Państwa Kościelnego, przystąpił król Francji Ludwik XII, cesarz Maksymilian I oraz król Hiszpanii Ferdynand Aragoński.
15 kwietnia 1509 roku król Francji Ludwik XII opuścił Mediolan na czele potężnej armii francuskiej i błyskawicznie wkroczył na terytorium Republiki Weneckiej. By mu się przeciwstawić Wenecjanie wystawili armię pod wodzą Niccolò di Pitigliano i jego kuzyna Bartolomeo d’Alviano.
Kłótnie pomiędzy Pitigliano a jego kuzynem Alviano przeszkodziły w połączeniu ich sił, co było jedynym sposobem, by powstrzymać marsz armii francuskiej. Skutkiem tego Ludwik XII na początku maja bez przeszkód przeprawił swą armię przez Addę. Alviano ruszył Francuzom naprzeciw, natomiast Pitigliano uznał, że w tych warunkach lepiej uniknąć decydującej bitwy i wycofał się na południe.
Alviano 14 maja stawił czola Francuzom pod Agnadello, żądając jednocześnie od swego kuzyna posiłków. Zamiast wzmocnienia otrzymał rozkaz unikania bitwy i marszu w kierunku, w którym podążyły siły Niccolò Pitigliano. Alviano zlekceważył te rozkazy i przystąpił do walki z dwukrotnie silniejszym przeciwnikiem. Skutkiem tego jego armia została otoczona i zniszczona.
Pitigliano uniknął walki z armią Ludwika XII, jednak wśród jego wojsk najemnych na wieść o klęsce armii dowodzonej przez Alviano od rana następnego dnia zaczęły szerzyć się dezercje. Zmusiło go to do wycofania się z resztkami weneckiej armii do Treviso.
Wenecki upadek był całkowity, a Ludwik XII bez większego oporu poszerzał swą strefę okupacyjną sięgając daleko na wschód, aż do Brescii. Główne miasta, które wolne były jeszcze od francuskiej okupacji, jak Padwa, Werona i Vicenza, na skutek odwrotu Pitigliano pozostawione zostały bez obrony. Wraz z pojawieniem się wysłanników cesarskich na terytoriach weneckich natychmiast poddały się Maksymilianowi I.
Papież Juliusz II obłożywszy w międzyczasie Wenecję interdyktem, który ekskomunikował wszystkich obywateli Republiki, dokonał inwazji na prowincję Romania i z pomocą nowego członka ligi, księcia Ferrary, obległ Rawennę. Wojska Ferrary zagarnęły prowincję Polesine.
Gubernatorzy Maksymiliana I swoją działalnością zdołali szybko zrazić mieszkańców do władzy cesarskiej. W połowie lipca obywatele Padwy zbuntowali się i prowadzeni przez oddziały kawalerii dowodzone przez Andrea Grittiego uderzyli na cesarski garnizon złożony z lancknechtów. Liczba żołnierzy cesarskich w mieście okazała się zbyt mała by stawić skuteczny opór i Padwa wróciła pod władzę Wenecji 17 lipca.
Powodzenie rebelii skłoniło Maksymiliana do działania. Na początku sierpnia potężna armia cesarska wspomagana przez wojska francuskie i hiszpańskie wyruszyła z Trydentu i wkroczyła do prowincji Veneto. Z powodu braku koni jak i ogólnego rozgardiaszu siły Maksymiliana dotarły pod Padwę dopiero we wrześniu, dając naczelnemu wodzowi weneckiemu Pitigliano czas na koncentrację swych wojsk. Oblężenie Padwy rozpoczęło się 15 września. Francuska i cesarska artyleria szybko zrobiła wyłom w murach twierdzy, jednak pomimo tego obrońcy zdołali utrzymać miasto aż do momentu, gdy zniecierpliwiony Maksymilian opuścił oblężenie 30 września i wycofał się do Tyrolu z większością swojej armii.
W połowie listopada Pitigliano przeszedł do ofensywy. Weneckie wojska z łatwością pokonały pozostałe cesarskie siły, zdobyły Vicenzę, Este, Feltre i Belluno. Pomimo nieudanego ataku na Weronę Pitigliano zniszczył papieską armię dowodzoną przez księcia Mantui Franciszka II Gonzagę.
Wenecjanie po wodzą Angelo Trevisan, używając galer, przeprowadzili rzeką atak na Ferrarę, który zakończył się niepowodzeniem. Do tego, gdy weneckie okręty stały zakotwiczone na rzece Pad, zatopione zostały przez artylerię Ferrary. Wkrótce nowa francuska ofensywa zmusiła Pitigliano do ponownego wycofania się do Padwy.
Wojna Wenecji z „Ligą Cambrai” wciąż trwała, gdy w październiku 1510 roku w Lonigo zmarł naczelny wódz armii weneckiej Niccolò di Pitigliano.

## Życie prywatne
Niccolò di Pitigliano był żonaty dwukrotnie. Za pierwszym razem, w roku 1467, poślubił Elenę dei Conti Montalcino (zmarła w Nola w 1504 roku), za drugim razem poślubił niewiastę niskiego urodzenia o imieniu Gugliemina.
Z pierwszego małżeństwa miał dwoje dzieci – córkę Francescę (urodzona w 1469, zmarła w 1562), która w roku 1500 poślubiła Don Sigismondo Carafę, księcia Aliano, oraz syna Ludovico (zmarł w 1534), który odziedziczył po nim tytuł hrabiego Pitigliano.